# تتسویا نیشیو
تتسویا نیشیو (انگلیسی: Tetsuya Nishio؛ زادهٔ ۲۳ ژوئن ۱۹۶۸) پویانما، و کارگردان فیلم اهل ژاپن است.